# Anderslövs socken
Anderslövs socken i Skåne ingick i Skytts härad, med en del före 1886 i Vemmenhögs härad, uppgick 1967 i Trelleborgs stad och området ingår sedan 1971 i Trelleborgs kommun och motsvarar från 2016 Anderslövs distrikt.
Socknens areal är 29,41 kvadratkilometer varav 28,61 land. År 2000 fanns här 2 177 invånare. Tätorten Anderslöv med sockenkyrkan Anderslövs kyrka ligger i socknen. 

## Administrativ historik
Socknen har medeltida ursprung. 
Vid kommunreformen 1862 övergick socknens ansvar för de kyrkliga frågorna till Anderslövs församling och för de borgerliga frågorna bildades Anderslövs landskommun. Landskommunen utökades 1952 och upplöstes 1967 då denna del uppgick i Trelleborgs stad som 1971 ombildades till Trelleborgs kommun. Församlingen utökades 2002 och 2010.
1 januari 2016 inrättades distriktet Anderslöv, med samma omfattning som församlingen hade 1999/2000.  
Socknen har tillhört län, fögderier, tingslag och domsagor enligt vad som beskrivs i artikeln Skytts härad. De indelta soldaterna tillhörde Södra skånska infanteriregementet, Skytts och Vemmenhögs kompanier och Skånska dragonregementet, Vemmenhögs skvadron, Borrby kompani.

## Geografi
Anderslövs socken ligger nordost om Trelleborg med Börringesjön i norr. Socknen är en odlingsbygd på Söderslätt, mer flack i söder och mer kuperad i norr.

## Fornlämningar
15 boplatser och lösfynd från stenåldern är funna. Från bronsåldern finns två gravhögar.

## Namnet
Namnet skrevs 1500 Anderslöff och kommer från kyrkbyn. Efterleden är löv, 'arvegods'. Förleden innehåller mansnamnet Arnthor.